# Oemma

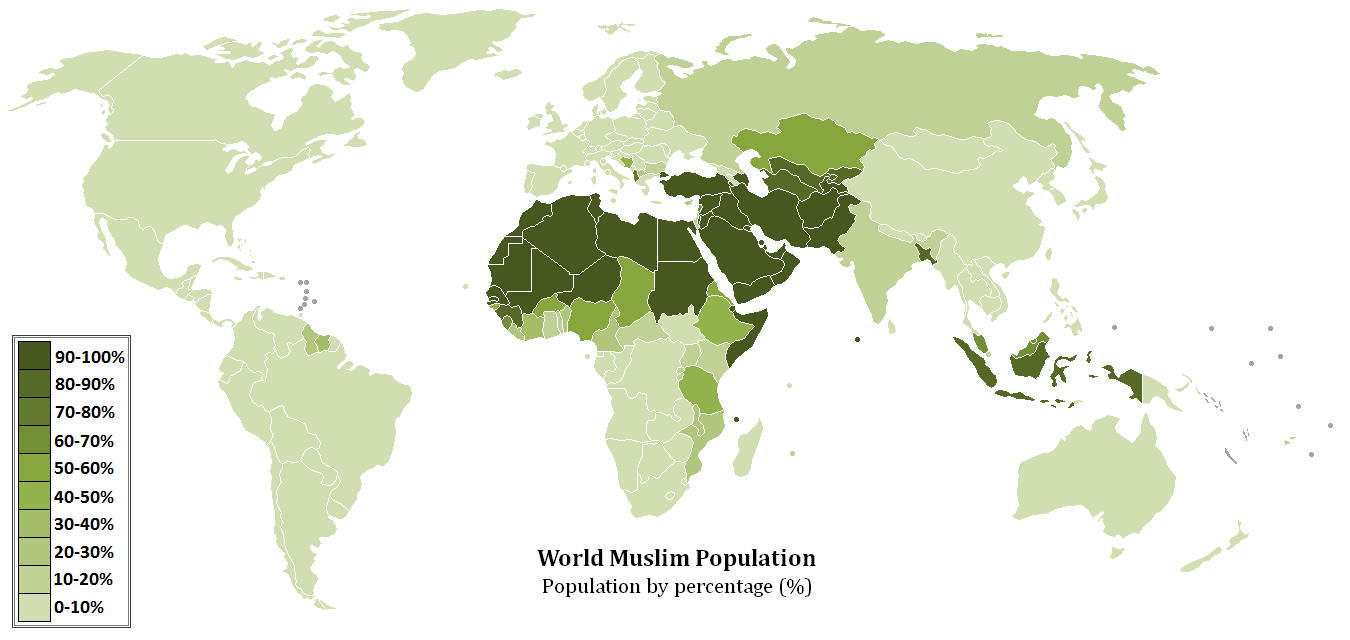
Moslims als percentage van de bevolking, per land (2008)

De oemma of ummah (Arabisch: الامة الاسلامية Al-Ummah al-islamiyya of kortweg: Al-Ummah) is de wereldwijde islamitische gemeenschap. De oemma wordt gezien als een wereldwijde eenheid, waartoe die landen worden gerekend waar de islam de hoofdgodsdienst is, of algemener, die personen die moslim zijn.

## Geschiedenis
De gemeenschap heeft een geschiedenis van bijna veertien eeuwen. Slechts in de eerste paar eeuwen van haar bestaan vormde het een politieke eenheid al vonden toen ook geregeld fitna's of onderlinge oorlogen plaats. Van de oemma wordt al gesproken in de Koran en de profeet Mohammed was de eerste leider van de oemma.
Aan het hoofd van de oemma stond tot 1924 een kalief of opvolger. In dat jaar werd het kalifaat afgeschaft. Door sommige fundamentalistische moslims wordt eenheid in de oemma gezien als een ideaal dat opnieuw gerealiseerd moet worden. Hun ideaal is de terugkeer van de kalief die zowel wereldlijke als religieuze macht heeft en de bijbehorende herinvoering van de sharia.

## Geografie

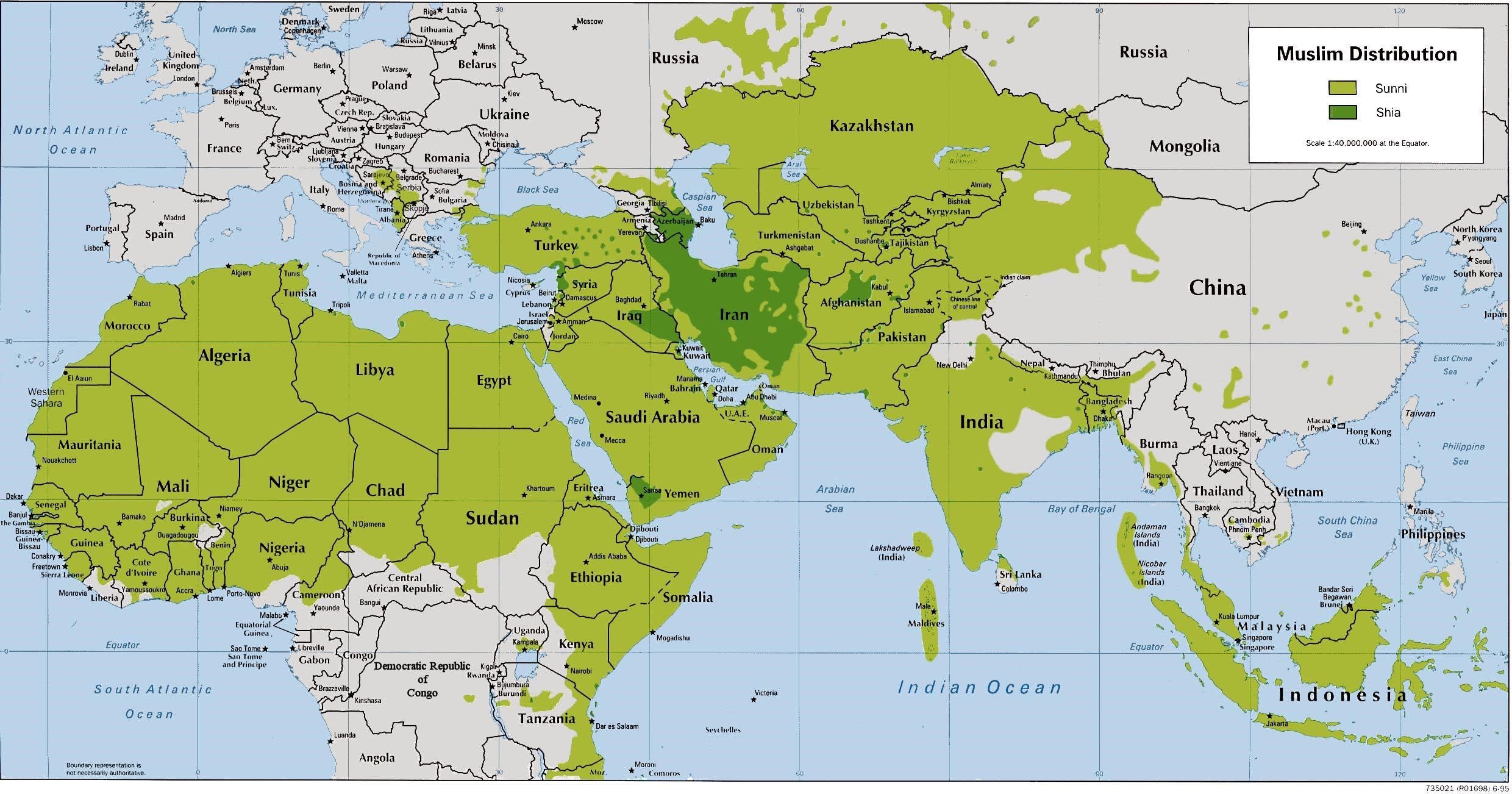
Verspreiding van oemma (1995)

De islamitische wereld valt niet samen met de Arabische wereld. De hartlanden van de islam bestaan uit het Arabisch Schiereiland (Saoedi-Arabië, Bahrein, Qatar, de Verenigde Arabische Emiraten, Oman en Jemen), de Levant (Syrië, Libanon, Palestina en Jordanië), Perzië (Iran) en Mesopotamië (Irak en Koeweit).
Naar het westen verspreidde de islam zich naar Egypte, Soedan en de Maghreb (Libië, Tunesië, Algerije, Marokko en Mauritanië). Ook Spanje en Portugal (Andalusië) maakten enkele eeuwen deel uit van de islamitische wereld.
Naar het noorden en oosten verspreidde de islam zich in Turkije (via Turkije naar Kreta, Cyprus en de Balkan), Centraal-Azië, Afghanistan, Pakistan, een deel van China en India. Via India en over zee vanuit Jemen bereikte de islam ook de Filipijnen, Maleisië en Indonesië. Indonesië is momenteel het grootste moslimland: hier wonen meer moslims dan in de hartlanden van de islam.

## Landen
In de volgende landen/streken is de islam de staatsgodsdienst of een van de hoofdgodsdiensten; zij worden tot de oemma gerekend. In de landen waar de islam en het publieke en/of politieke leven strikt gescheiden zijn, wordt verwezen naar het laïcisme.
Onafhankelijke landen
| Land                         | Hoofdstad           | Continent | Religie                                       | Madhhab               | Staatsgodsdienst |
| ---------------------------- | ------------------- | --------- | --------------------------------------------- | --------------------- | ---------------- |
| Afghanistan                  | Kaboel              | Azië      | soennisme (80%), sjiisme (19%)                | Hanafisme             | Ja               |
| Albanië                      | Tirana              | Europa    | soennisme (70%)                               | Hanafisme             | Nee              |
| Algerije                     | Algiers             | Afrika    | soennisme (99%)                               | Malikisme             | Ja               |
| Azerbeidzjan                 | Bakoe               | Azië      | soennisme (14%), sjiisme (85%)                | Hanafisme             | Nee              |
| Bahrein                      | Manama              | Azië      | soennisme (81%)                               | Malikisme             | Ja               |
| Bangladesh                   | Dhaka               | Azië      | soennisme (89%)                               | Hanafisme             | Ja               |
| Bosnië en Herzegovina        | Sarajevo            | Europa    | soennisme (52%)                               | Hanafisme             | Nee              |
| Brunei                       | Bandar Seri Begawan | Azië      | soennisme (67%)                               | Sjafisme              | Ja               |
| Burkina Faso                 | Ouagadougou         | Afrika    | soennisme (50%)                               | Malikisme             | Nee              |
| Comoren                      | Moroni              | Afrika    | soennisme (98%)                               | Sjafisme              | Ja               |
| Djibouti                     | Djibouti            | Afrika    | soennisme (94%)                               | Sjafisme              | Ja               |
| Egypte                       | Caïro               | Afrika    | soennisme (tussen de 80% en 90%)              | Sjafisme, Hanafisme   | Ja               |
| Eritrea                      | Asmara              | Afrika    | soennisme (50%)                               | Sjafisme              | Nee              |
| Gambia                       | Banjul              | Afrika    | soennisme (90%)                               | Malikisme             | Nee              |
| Guinee                       | Conakry             | Afrika    | soennisme (85%)                               | Malikisme             | Nee              |
| Irak                         | Bagdad              | Azië      | soennisme (38%), sjiisme (58%)                | Hanafisme             | Ja               |
| Iran                         | Teheran             | Azië      | soennisme (9%), sjiisme (89%)                 | Hanafisme             | Ja               |
| Indonesië                    | Jakarta             | Azië      | soennisme (89%)                               | Sjafisme              | Nee              |
| Jemen                        | Sanaa               | Azië      | soennisme (80%), sjiisme (19%)                | Sjafisme              | Ja               |
| Jordanië                     | Amman               | Azië      | soennisme (92%)                               | Sjafisme              | Ja               |
| Kazachstan                   | Nur-Sultan          | Azië      | soennisme (71%)                               | Hanafisme             | Nee              |
| Kirgizië                     | Bisjkek             | Azië      | soennisme (75%)                               | Hanafisme             | Nee              |
| Koeweit                      | Koeweit             | Azië      | soennisme (59,5%), sjiisme (25,5%)            | Malikisme             | Ja               |
| Kosovo                       | Pristina            | Europa    | soennisme (99%)                               | Hanafisme             | Nee              |
| Libanon                      | Beiroet             | Azië      | soennisme (27%), sjiisme (28%)                | Hanafisme             | Nee              |
| Libië                        | Tripoli             | Afrika    | soennisme (97%)                               | Malikisme             | Ja               |
| Malediven                    | Malé                | Azië      | soennisme (99%)                               | Sjafisme              | Ja               |
| Maleisië                     | Kuala Lumpur        | Azië      | soennisme (60,2%)                             | Sjafisme              | Ja               |
| Mali                         | Bamako              | Afrika    | soennisme (90%)                               | Malikisme             | Nee              |
| Marokko                      | Rabat               | Afrika    | soennisme (98%)                               | Malikisme             | Ja               |
| Mauritanië                   | Nouakchott          | Afrika    | soennisme (99%)                               | Malikisme             | Ja               |
| Niger                        | Niamey              | Afrika    | soennisme (80%)                               | Malikisme             | Nee              |
| Nigeria                      | Abuja               | Afrika    | soennisme (50,5%)                             | Malikisme             | Nee              |
| Oezbekistan                  | Tasjkent            | Azië      | soennisme (88%)                               | Hanafisme             | Nee              |
| Oman                         | Masqat              | Azië      | ibadisme (67%), soennisme (32%), sjiisme (1%) | Hanbalisme            | Ja               |
| Pakistan                     | Islamabad           | Azië      | soennisme (91,2%), sjiisme (3,8%)             | Hanafisme             | Ja               |
| Qatar                        | Doha                | Azië      | soennisme (85,5%), sjiisme (9,5%)             | Hanbalisme            | Ja               |
| Saoedi-Arabië                | Riyad               | Azië      | soennisme (89,7%), sjiisme (10%)              | Hanbalisme            | Ja               |
| Senegal                      | Dakar               | Afrika    | soennisme (91%)                               | Malikisme             | Nee              |
| Sierra Leone                 | Freetown            | Afrika    | soennisme (78%)                               | Malikisme             | Nee              |
| Soedan                       | Khartoem            | Afrika    | soennisme (65%)                               | Sjafisme              | Nee              |
| Somalië                      | Mogadishu           | Afrika    | soennisme (99%)                               | Sjafisme              | Ja               |
| Syrië                        | Damascus            | Azië      | soennisme (74,8%), alawitisme (13,2%)         | Hanafisme             | Nee              |
| Tadzjikistan                 | Doesjanbe           | Azië      | soennisme (90,2%), sjiisme (4,8%)             | Hanafisme             | Nee              |
| Tsjaad                       | Ndjamena            | Afrika    | soennisme (51%)                               | Malikisme             | Nee              |
| Tunesië                      | Tunis               | Afrika    | soennisme (98%)                               | Malikisme             | Ja               |
| Turkije                      | Ankara              | Azië      | soennisme (80%), alevitisme (20%)             | Hanafisme             | Nee              |
| Turkmenistan                 | Asjchabad           | Azië      | soennisme (84,7%), sjiisme (4,3%)             | Hanafisme             | Nee              |
| Verenigde Arabische Emiraten | Abu Dhabi           | Azië      | soennisme (80,5%), sjiisme (15,4%)            | Hanbalisme, Malikisme | Ja               |

Niet-onafhankelijk landen
| Land                  | Hoofdstad         | Continent | Religie            | Madhhab   | Land      |
| --------------------- | ----------------- | --------- | ------------------ | --------- | --------- |
| Basjkirostan          | Oefa              | Europa    | soennisme (58,6%)  | Hanafisme | Rusland   |
| Cocoseilanden         | West Island       | Azië      | soennisme (75%)    | Sjafisme  | Australië |
| Dagestan              | Machatsjkala      | Europa    | soennisme (82,6%)  | Hanafisme | Rusland   |
| Ingoesjetië           | Magas             | Europa    | soennisme (96%)    | Hanafisme | Rusland   |
| Kabardië-Balkarië     | Naltsjik          | Europa    | soennisme (59,8%)  | Hanafisme | Rusland   |
| Karatsjaj-Tsjerkessië | Tsjerkessk        | Europa    | soennisme (64%)    | Hanafisme | Rusland   |
| Kasjmir               | Jammu en Srinagar | Azië      | soennisme (68,3%)  | Hanafisme | India     |
| Laccadiven            | Kavaratti         | Azië      | soennisme (96,58%) | Sjafisme  | India     |
| Mayotte               | Mamoudzou         | Afrika    | soennisme (97%)    | Sjafisme  | Frankrijk |
| Noord-Cyprus          | Noord-Nicosia     | Azië      | soennisme (99.1%)  | Hanafisme | Cyprus    |
| Oost-Turkestan        | Ürümqi            | Azië      | soennisme (51,9%)  | Hanafisme | China     |
| Ogaden                | Jijiga            | Afrika    | soennisme (99,4%)  | Sjafisme  | Ethiopië  |
| Tatarije              | Kazan             | Europa    | soennisme (51%)    | Hanafisme | Rusland   |
| Tsjetsjenië           | Grozny            | Europa    | soennisme (94%)    | Hanafisme | Rusland   |
| Zanzibar              | Zanzibar          | Afrika    | soennisme (98%)    | Sjafisme  | Tanzania  |

Voormalige islamitische landen
De volgende landen en gebieden behoorden in het verleden (grotendeels) tot de islamitische wereld en/of hadden een aanzienlijk grote islamitische bevolking die in de loop der eeuwen afgeslankt is.
| Land of regio   | Hoofdstad           | Status              | Continent | Huidige religie         | Islamitische heerschappij |
| --------------- | ------------------- | ------------------- | --------- | ----------------------- | --- |
| Apulië          | Bari                | Italië              | Europa    | Christendom             | Aghlabiden, Emiraat Bari |
| Armenië         | Jerevan             | Onafhankelijk       | Azië      | Christendom             | Rashidun, Omajjaden, Abbasiden, Seltsjoeken, Chorasmiden, Il-kanaat, Safawieden, Afshariden, Zand, Kadjaren, Ottomanen          |
| Bulgarije       | Sofia               | Onafhankelijk       | Europa    | Christendom             | Ottomanen |
| Calabrië        | Catanzaro           | Italië              | Europa    | Christendom             | Aghlabiden, Emiraat Bari |
| Corsica         | Ajaccio             | Frankrijk           | Europa    | Christendom             | Omajjaden |
| Cyprus          | Nicosia             | Onafhankelijk       | Azië      | Christendom             | Rashidun, Omajjaden, Abbasiden, Mammelukken, Ottomanen                                                                          |
| Filipijnen      | Manilla             | Onafhankelijk       | Azië      | Christendom             | Koninkrijk Maynila, Sultanaat Sulu, Sultanaat Maguindanao                                                                       |
| Georgië         | Tbilisi             | Onafhankelijk       | Europa    | Christendom             | Rashidun, Omajjaden, Abbasiden, Seltsjoeken, Chorasmiden, Il-kanaat, Safawieden, Afshariden, Zand, Kadjaren, Ottomanen          |
| Gibraltar       | Gibraltar           | Verenigd Koninkrijk | Europa    | Christendom             | Omajjaden, Abbasiden, Taifa-koninkrijken, Almoraviden, Almohaden, Meriniden, Nasriden                                           |
| Griekenland     | Athene              | Onafhankelijk       | Europa    | Christendom             | Omajjaden, Abbasiden, Ottomanen                                                                                                 |
| Hongarije       | Boedapest           | Onafhankelijk       | Europa    | Christendom             | Ottomanen |
| India           | Delhi               | Onafhankelijk       | Azië      | Hindoeïsme              | Ghowriden, Bahmanidenrijk, Sultanaten van de Dekan, Sultanaat Bijapur, Sultanaat van Delhi, Mogolrijk                           |
| Israël          | Jeruzalem (betwist) | Onafhankelijk       | Azië      | Jodendom                | Rashidun, Omajjaden, Abbasiden, Toeloeniden, Ichsjididen, Seltsjoeken, Fatimiden, Ajjoebiden, Mammelukken, Ottomanen, Palestina |
| Kenia           | Nairobi             | Onafhankelijk       | Afrika    | Christendom             | Sultanaat Kilwa, Omaans Rijk |
| Krim            | Simferopol          | Oekraïne            | Europa    | Christendom             | Gouden Horde, Ottomanen |
| Kroatië         | Zagreb              | Onafhankelijk       | Europa    | Christendom             | Ottomanen |
| Malawi          | Lilongwe            | Onafhankelijk       | Afrika    | Christendom             | Sultanaat Kilwa |
| Malta           | Valletta            | Onafhankelijk       | Europa    | Christendom             | Aghlabiden, Fatimiden, Kalbiden, Emiraat Sicilië                                                                                |
| Moldavië        | Chisinau            | Onafhankelijk       | Europa    | Christendom             | Ottomanen |
| Monaco          | Monaco              | Onafhankelijk       | Europa    | Christendom             | Omajjaden |
| Montenegro      | Podgorica           | Onafhankelijk       | Europa    | Christendom             | Ottomanen |
| Noord-Macedonië | Skopje              | Onafhankelijk       | Europa    | Christendom             | Ottomanen |
| Oost-Timor      | Dili                | Onafhankelijk       | Azië      | Christendom             | Indonesië |
| Portugal        | Lissabon            | Onafhankelijk       | Europa    | Christendom             | Omajjaden, Abbasiden, Taifa-koninkrijken, Almoraviden, Almohaden                                                                |
| Roemenië        | Boekarest           | Onafhankelijk       | Europa    | Christendom             | Ottomanen |
| Sardinië        | Cagliari            | Italië              | Europa    | Christendom             | Omajjaden, Aghlabiden |
| Servië          | Belgrado            | Onafhankelijk       | Europa    | Christendom             | Ottomanen |
| Sicilië         | Palermo             | Italië              | Europa    | Christendom             | Aghlabiden, Fatimiden, Kalbiden, Emiraat Sicilië                                                                                |
| Singapore       | Singapore           | Onafhankelijk       | Azië      | Boeddhisme, Christendom | Sultanaat Malakka, Maleisië |
| Slovenië        | Ljubljana           | Onafhankelijk       | Europa    | Christendom             | Ottomanen |
| Slowakije       | Bratislava          | Onafhankelijk       | Europa    | Christendom             | Ottomanen |
| Spanje          | Madrid              | Onafhankelijk       | Europa    | Christendom             | Omajjaden, Abbasiden, Taifa-koninkrijken, Almoraviden, Almohaden, Meriniden, Nasriden                                           |
| Tanzania        | Dodoma              | Onafhankelijk       | Afrika    | Christendom             | Omaans Rijk, Sultanaat Zanzibar                                                                                                 |
| Zuid-Frankrijk  | -                   | Frankrijk           | Europa    | Christendom             | Omajjaden |
| Zuid-Soedan     | Djoeba              | Onafhankelijk       | Afrika    | Christendom, Animisme   | Mahdist staat, Soedan |

## Intergouvernementele organisaties

Diagram van de OIC.

- Arabische Liga, organisatie van Arabische landen
- D-8 Organisatie voor Economische Samenwerking, ontwikkelingssamenwerking tussen verschillende islamitische landen
- Islamitische Militaire Alliantie, coalitie van islamitische landen
- Organisatie voor Economische Samenwerking (ECO), organisatie van Aziatisch-islamitische landen
- Organisatie voor Islamitische Samenwerking (OIS), organisatie die de belangen van moslims behartigd
- Samenwerkingsraad van de Arabische Golfstaten (GCC), handelsblok van Golfstaten
- Turkse Raad, organisatie van Turkssprekende landen
- Unie van de Arabische Maghreb (UAM), economisch-politieke unie van Maghrebijnse landen